# Borja Garcés
Borja Garcés Moreno (Melilla, 6 agosto 1999) è un calciatore spagnolo, attaccante attualmente svincolato.

## Carriera
Cresciuto nel settore giovanile dell'Atlético Madrid, ha esordito in prima squadra il 15 settembre 2018 disputando l'incontro di Primera División pareggiato 1-1 contro l'Eibar, realizzando il gol del definitivo 1-1 al 94'. Non riuscendo a trovare spazio in squadra, il 15 gennaio 2021 viene ceduto in prestito al Fuenlabrada fino al termine della stagione. Nell'agosto successivo viene nuovamente girato in prestito, questa volta al Leganés.

## Statistiche

### Presenze e reti nei club
Statistiche aggiornate all'11 aprile 2022.
| Stagione        | Squadra           | Campionato      | Campionato | Campionato | Coppe nazionali | Coppe nazionali | Coppe nazionali | Coppe continentali | Coppe continentali | Coppe continentali | Altre coppe | Altre coppe | Altre coppe | Totale | Totale |
| Stagione        | Squadra           | Comp            | Pres       | Reti       | Comp            | Pres            | Reti            | Comp               | Pres               | Reti               | Comp        | Pres        | Reti        | Pres   | Reti   |
| --------------- | ----------------- | --------------- | ---------- | ---------- | --------------- | --------------- | --------------- | ------------------ | ------------------ | ------------------ | ----------- | ----------- | ----------- | ------ | ------ |
| 2018-2019       | Atlético Madrid B | SDB             | 19         | 4          |                 | -               | -               |                    | -                  | -                  |             | -           | -           | 19     | 4      |
| 2019-2020       | Atlético Madrid B | SDB             | 14         | 0          |                 | -               | -               |                    | -                  | -                  |             | -           | -           | 14     | 0      |
| 2020-gen. 2021  | Atlético Madrid B | SDB             | 7          | 2          |                 | -               | -               |                    | -                  | -                  |             | -           | -           | 7      | 2      |
| set. 2018       | Atlético Madrid   | PD              | 1          | 1          | CR              | -               | -               | UCL                | -                  | -                  | SU          | -           | -           | 1      | 1      |
| gen.-giu. 2021  | Fuenlabrada       | SD              | 21         | 6          | CR              | 1               | 1               |                    | -                  | -                  |             | -           | -           | 22     | 7      |
| 2021-2022       | Leganés           | SD              | 22         | 2          | CR              | 2               | 0               |                    | -                  | -                  |             | -           | -           | 24     | 2      |
| Totale carriera | Totale carriera   | Totale carriera | 84         | 15         |                 | 3               | 1               |                    | -                  | -                  |             | -           | -           | 87     | 16     |